# Gymnocalycium quehlianum
Gymnocalycium quehlianum ist eine Pflanzenart in der Gattung Gymnocalycium aus der Familie der Kakteengewächse (Cactaceae). Das Artepitheton quehlianum ehrt den deutschen Kakteenliebhaber und Mitbegründer der Deutschen Kakteen-Gesellschaft Leopold Quehl (1849–1922).

## Beschreibung
Gymnocalycium quehlianum wächst meist einzeln, manchmal aber auch Gruppen bildend, mit graugrünen, rötlich überhauchten, niedergedrückt kugelförmigen bis flachkugelförmigen Trieben und erreicht bei Durchmessern von 10 bis 15 Zentimetern Wuchshöhen von bis zu 4 Zentimeter und mehr. Die elf bis 14 niedrigen Rippen sind durch Querfurchen in Höcker mit niedrigen, kinnartigen Vorsprüngen gegliedert. Die fünf bis sieben schwachen, abwärts und seitwärts gebogenen Dornen sind weißlich und bis zu 1 Zentimeter lang.
Die weißen Blüten besitzen einen rötlichen Schlund. Sie erreichen eine Länge von bis zu 6 Zentimeter. Die gräulich braunen Früchte sind schlank keulenförmig.

## Verbreitung und Systematik
Gymnocalycium quehlianum ist in der argentinischen Provinz Córdoba in Höhenlagen von 500 bis 1500 Metern verbreitet.
Die Erstbeschreibung als Echinocactus quehlianus erfolgte 1899 durch Leopold Quehl. Carl Curt Hosseus stellte die Art 1926 in die Gattung Gymnocalycium.

## Nachweise